# Borg/McEnroe. Między odwagą a szaleństwem
Borg/McEnroe. Między odwagą a szaleństwem (ang. Borg McEnroe) – szwedzko-duńsko-fiński dramat biograficzny z 2017 roku w reżyserii  Janusa Metz Pedersena. Film opowiada o tenisowej rywalizacji Björna Borga i Johna McEnroe’a podczas Wimbledonu w 1980 roku.

## Obsada
- Sverrir Gudnason jako Björn Borg
- Shia LaBeouf jako John McEnroe
- Stellan Skarsgård jako Lennart Bergelin
- Tuva Novotny jako Mariana Simionescu
- Robert Emms jako Vitas Gerulaitis
- Björn Granath jako Bengt Grive
- Jane Perry jako Kay McEnroe
- Thomas Hedengran jako Lennart Hyland
- Scott Arthur jako Peter Fleming
- Jason Forbes jako Arthur Ashe
- Tom Datnow jako Jimmy Connors

## Fabuła
Akcja filmu rozgrywa się w 1980 roku. Uważany za najlepszego tenisistę na świecie Björn Borg ma po raz piąty bronić tytułu mistrza podczas Wimbledonu. Jednakże na przeszkodzie staju mu utalentowany i spragniony sukcesu młody Amerykanin, John McEnroe.

## Produkcja
W maju 2016 roku ogłoszono, że w fazie przygotowań znajduje się produkcja opowiadająca o rywalizacji Björna Borga i Johna McEnroe’a a jej reżyserią zajmie się duński filmowiec Janus Metz Pedersen. W tym samym czasie ujawniono też, że główne role zagrają Sverrir Gudnason jako Borg i Shia LaBeouf jako McEnroe.
Zdjęcia rozpoczęły się w sierpniu 2016 roku i realizowano je Göteborgu, Pradze, Londynie i Monako. Część scen nakręcono także w rodzinnym mieście Borga Södertälje, gdzie dorastał i uczył się tenisa jako dziecko.
Film zainaugurował 7 września 2017 roku Międzynarodowy Festiwal Filmowy w Toronto. W tym samym dniu jego premiera odbyła się w Szwecji.